# Konrad Christoph von Lehrbach
Konrad Christoph von Lehrbach (* 12. Dezember 1677; † 14. September 1767 in Ellingen) war Ritter des Deutschen Ordens in der Ballei Franken.

## Leben
Der Sohn von Melchior Albrecht von Lehrbach und dessen Frau Anna Johanna von der Tann wurde in Kirtorf getauft. Nach seiner Investitur in den Deutschen Orden in Ellingen am 11. Dezember 1701 wurde er am 20. Juni 1705 Baumeister und Hauskomtur in Ellingen, was er bis 1706 blieb.
Von 1707 bis 1708 war er Hauskomtur in Mergentheim. Am 6. November 1708 wurde er Hauskomtur in Freudenthal um am 25. Mai 1718 Komtur zu Regensburg und Gangkofen. Von 1725 bis 1727 war er Komtur in Oettingen und 1727 wechselte er als Komtur an die Kommende Münnerstadt. Dort kam es zu verschiedenen Beschwerden über ihn, da er eine Beschließerin unordentlich entließ und sich gegenüber der Balleileitung „aufsässig“ zeigte. Dennoch wurde er im November 1728 nicht nur Komtur der Kommende Ulm, sondern auch Ratsgebietiger. Ab 1732 war er Komtur der Kapfenburg. 
1750 kam es zu einem Prozess gegen ihn wegen Bedrückung der Kommendenuntertanen, Misswirtschaft, angeblichem Umgang mit einer Beschließerin und vorgetäuschtem Selbstmord. Nachdem er zuerst in der Ordenszentrale Mergentheim arretiert worden war, wurde er im Oktober 1750 zum Arrest in die Landkommende Ellingen überwiesen. Man entließ ihn sechs Jahre später, im Juli 1756, unter anderem aufgrund seines hohen Alters. In den folgenden Jahren kämpfte er um seine Rehabilitierung. Ab 1761 lebte er auf Anweisung erneut in Mergentheim, wo ihm als Unterkunft ein Privathaus zugewiesen wurde. Schließlich kam es 1764 zu seiner Restituierung (lat. restitutio, „Wiederherstellung“) und Ernennung zum Komtur von Nürnberg.
Lehrbach verstarb am 14. September 1767 in Ellingen und wurde in der dortigen Schlosskapelle beigesetzt.